# Carrière de Lanaye Inférieure

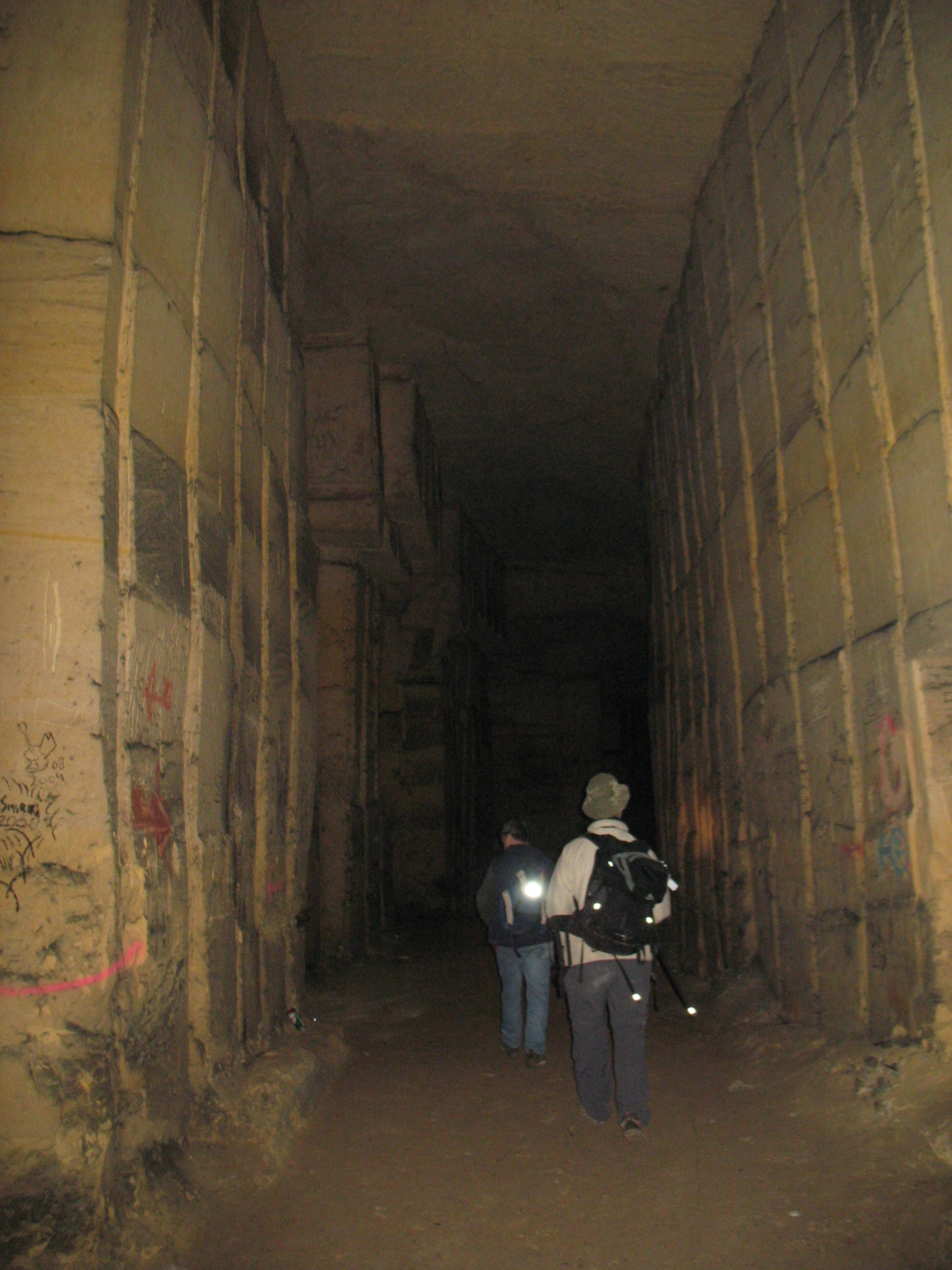
Une des galeries

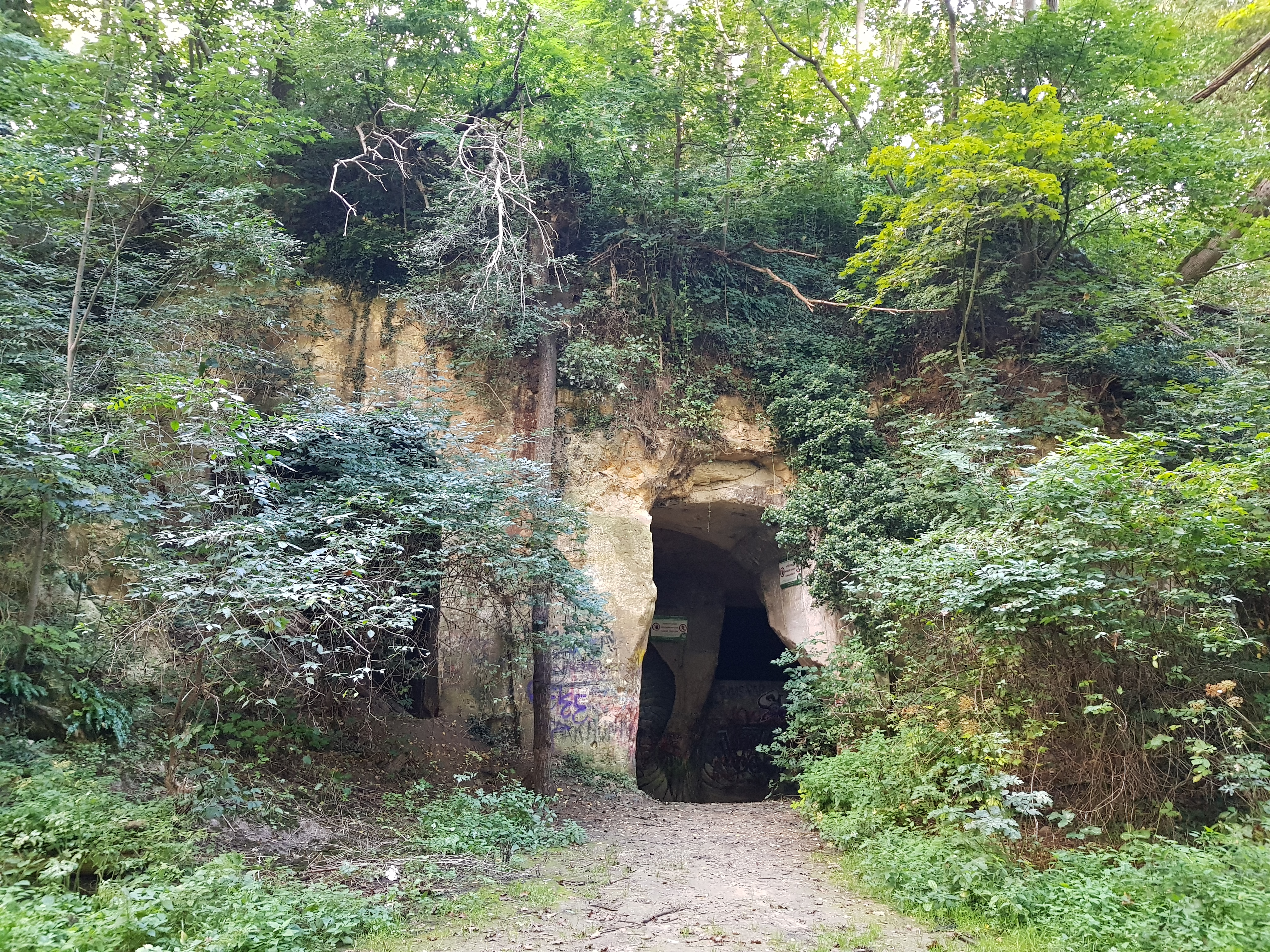
Entrée de la carrière

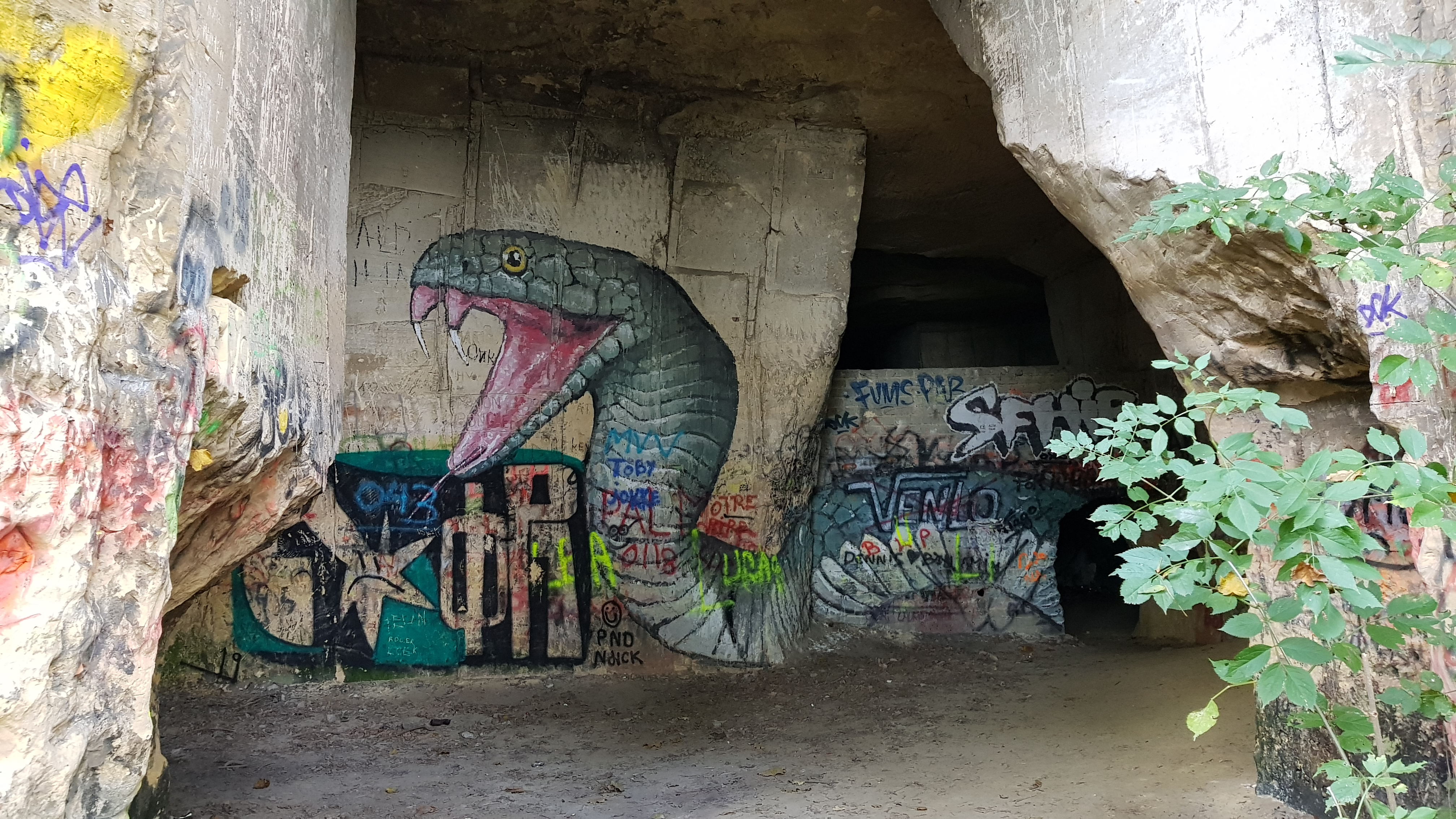
Une entrée de la carrière avec des graffitis récents.

La Carrière de Lanaye Inférieure est une carrière souterraine de tuffeau dans la partie sud de Montagne Saint-Pierre près de Petit-Lanaye. 

## Description
La carrière de Lanaye Inférieure est un réseau important de la Montagne-Saint-Pierre. Il s'agit d'un réseau de 15 km de galeries occupant une superficie d'environ 4 ha. Un cinquième du réseau s'étend sous le territoire de la commune de Riemst (Province de Limbourg en Région Flamande), deux cinquièmes sous celui de la commune de Bassenge (Région Wallonne) et deux cinquièmes, y compris les entrées, sous celui de la commune de Visé (Région Wallonne). 
La partie wallonne de la carrière se trouve dans la zone protégée du Thier de Caster. 
Au nord de la carrière se trouvent la Carrière de Lanaye Supèrieur et la Carrière de Lanaye Intermédiare.  Immédiatement au nord-est de la carrière se trouve l'ancienne carrière à ciel ouvert de la Vallée Perdue. Plus au nord se trouve la Carrière de Caster. 
L'exploitation de cette carrière a commencé au Moyen Âge. Les couloirs sont très hautes, jusqu'à plus de 10 mètres, 5 mètres de large environ, creusées dans un tuffeau parfait.
Le réseau des couloirs se divise en quatre parties distinctes. Il n'y a que quelques endroits où l'on peut passer d'une partie à l'autre. La partie la plus au sud est caractérisée par des couloirs à la forme parabolique typique, dont l'un est appelé la cathédrale, avec un maillage très serré. Au nord de la section la plus au sud se trouve la deuxième section avec des longues galeries droits d'environ 200 à 300 mètres de long en cul-de-sac. Au nord de la deuxième section se trouve la troisième partie de la carrière, qui se poursuit loin vers l'ouest jusqu'au grand puits en haut. Cette section a la plus grande superficie des quatre parties et comprend la zone d'entrée médiévale (avec l'entrée avec le serpent). Au nord-est de cette section se trouve la quatrième section, située près de la Vallée Perdue.
Après l'exploitation souterraine du tuffeau à bâtir pendant des siècles, cette activité est devenue moins rentable au cours du 18e siècle et les carrières sont passées à l'extraction de marne en poudre et en morceaux pour le mortier et le chaulage des champs. Lorsqu'elles ont atteint les limites de l'exploitation souterraine, on est probablement commencé à extraire de la marne dans des carrières à ciel ouvert aux entrées de la carrière souterraine, créant ainsi la carrière à ciel ouvert la Vallée Perdue.  La date exacte jusqu'à laquelle cette carrière à ciel ouvert a été exploitée n'est pas connue, mais elle aurait été jusqu'au XIXe siècle. Avec l'exploitation à ciel ouvert, plusieurs couloirs souterrains de la carrière de de Lanaye Inférieure ont été coupés, de sorte qu'il y a maintenant une dizaine d'entrées. Il y a aussi des nombreuses cheminées d'aération.
Pour la protection de la faune et la sécurité, toutes les carrières sont fermées au public. Les entrées sont scellées, mais de manière que les chauves-souris puissent s'y abriter. La carrière est devenue une réserve souterraine pour l'hibernation des chauves-souris.

## Galerie

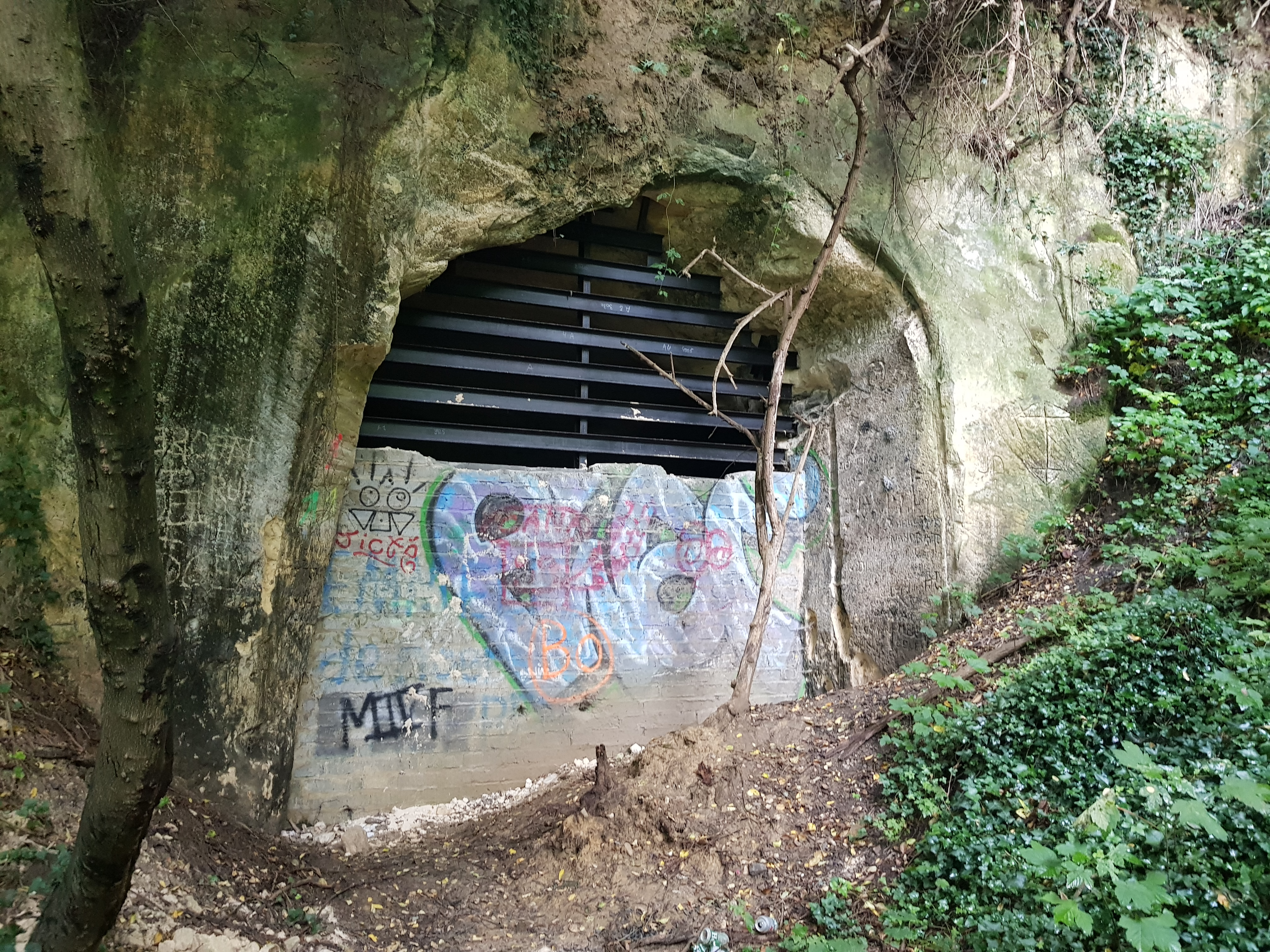
Une entrée fermée de la carrière, accessible aux chauves-souris.
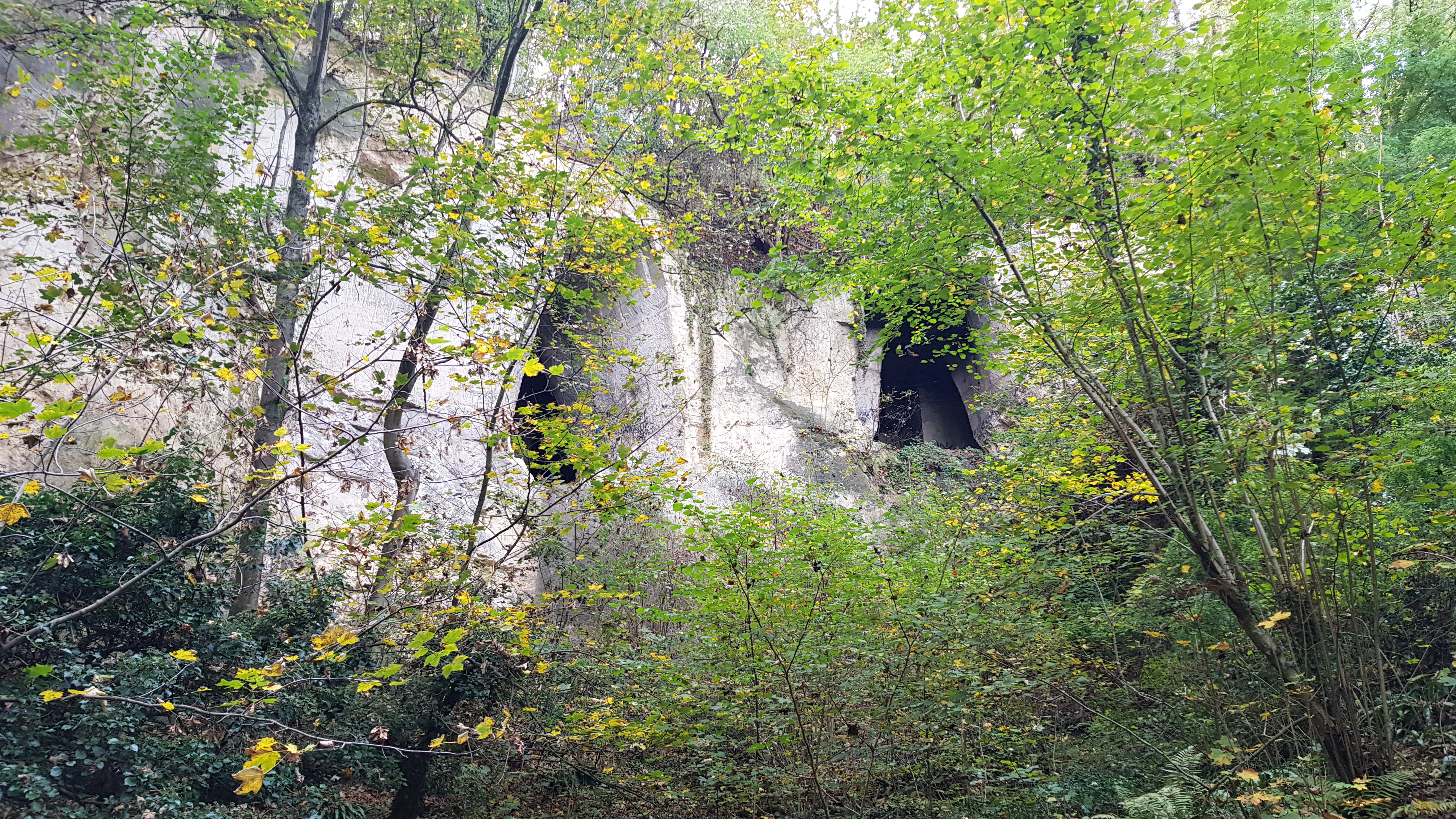
Des couloirs de la carrière s'écoulent maintenant dans la Vallée Perdue.
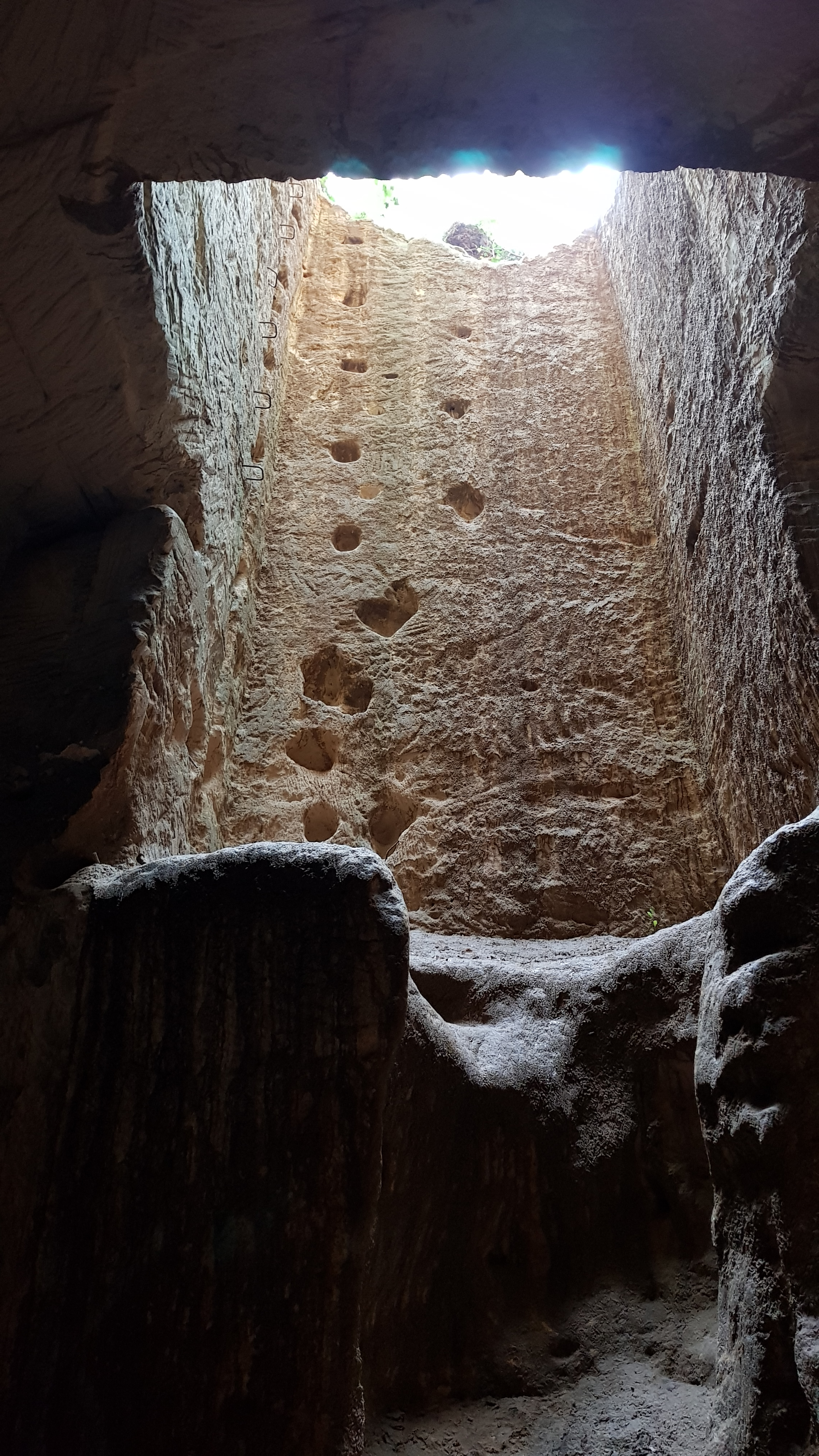
Le Grand Puits
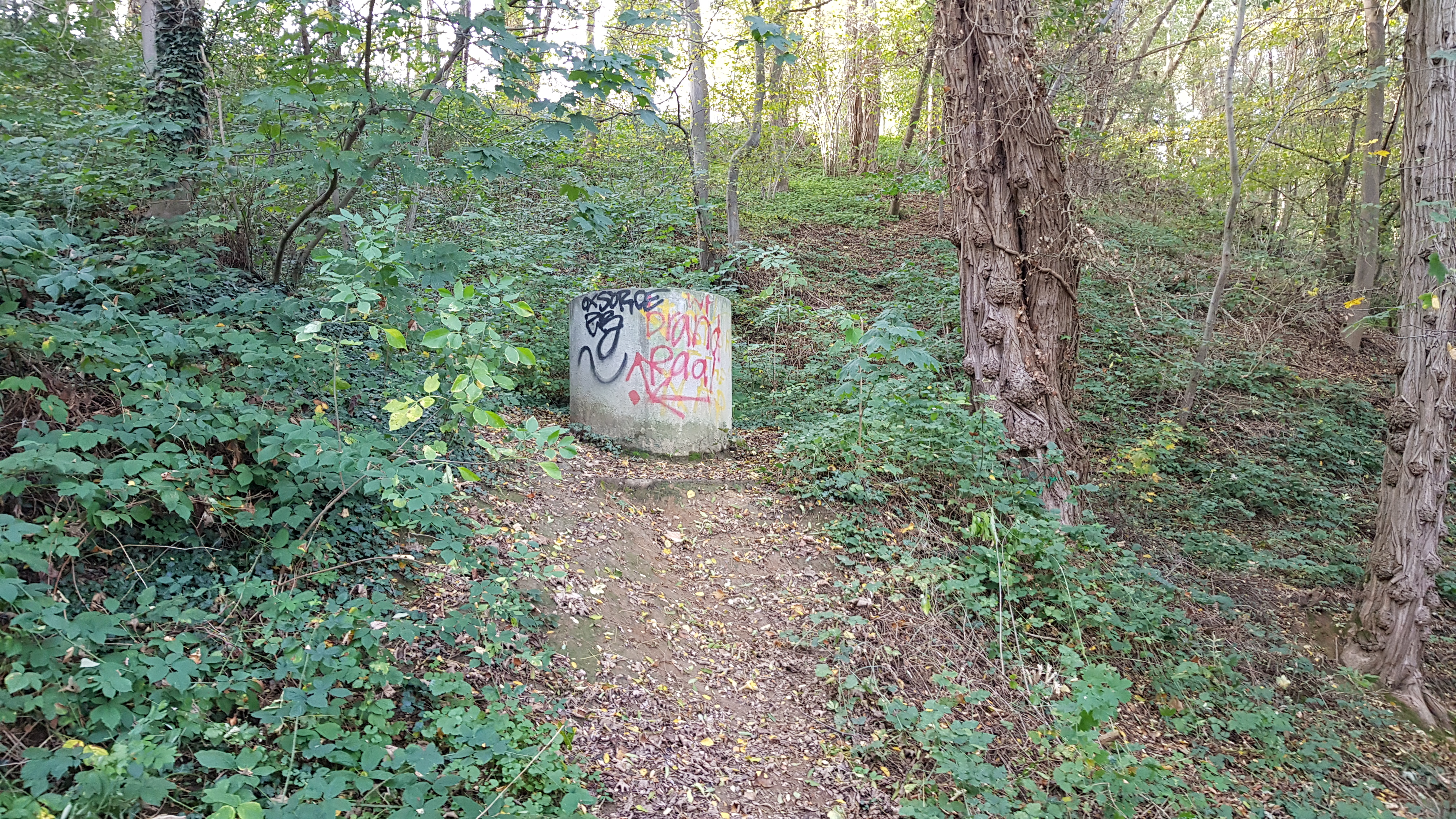
Un chéminée d'aération sur la pente